# Fredrik Andersson
Fredrik Andersson, né le 25 octobre 1988 à Skene (en), est un footballeur suédois. Il évolue au poste de gardien de but avec le club du Malmö FF.

## Biographie
Andersson commence sa carrière en amateurs au Skene IF. Après seulement une saison avec l'équipe amateur, il rejoint le club de l'Örgryte IS. Il sert de remplaçant pendant trois saisons avant de prendre la place de titulaire en 2014. Après une année et demie en tant que gardien de but, il signe par le champion de Suède en titre, le Malmö FF. Au sein du club, il sert de remplaçant à Johan Wiland. Le 26 octobre 2016, Andersson fait ses débuts en Allsvenskan avec le Malmö FF, lorsqu'il remplace Johan Wiland, blessé après seulement 7 minutes de jeu contre le Falkenbergs FF. 
Il remporte avec Malmö le titre de champion en 2016 et 2017, en ne jouant que six matchs de championnat en deux saisons.

## Palmarès
Malmö FF
- Champion de Suède en 2016 et 2017